# Radio Kabul
Radio Kabul ist der staatliche Hörfunksender  Afghanistans und wird von Radio Afghanistan betrieben. Den Namen Radio Kabul führten auch verschiedene Vorgänger des Senders, als dessen offizielles Gründungsjahr 1940 gilt.

## Geschichte
1925 wurde ein russischer 200-Watt-Sender, der auf AM 833 kHz sendete, im Kabul-Palast durch den damaligen afghanischen König Amanullah Khan installiert. Dieser Sender wurde 1929 während eines Aufstandes gegen den König zerstört. Der Sender wurde 1931 durch den neuen König Mohammed Nadir Schah reinstalliert und im Jahr 1940 mit einem neuen 20-Kilowatt-Transmitter versehen, der auf 600 kHz sendete. Dies wird als die offizielle Geburt von Radio Kabul angesehen. Programme wurden in den Sprachen Pashto, Dari, Hindi, Englisch und Französisch gesendet.

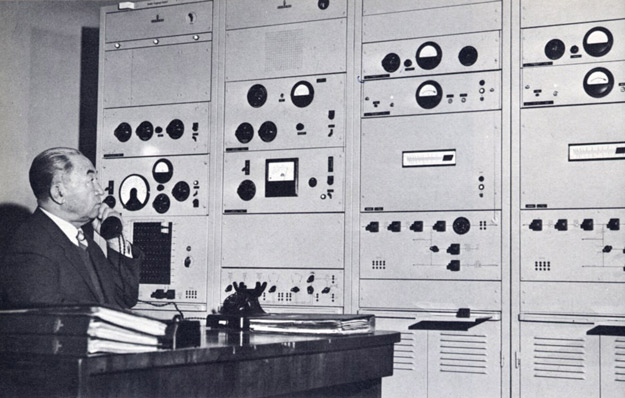
Radio Kabul in den 1950er Jahren

In den 1960er und 1970er Jahren war Radio Kabul Gastgeber einer ganzen Reihe von traditionellen und modernen afghanischen Musikern wie Mohammad Hossein Arman, Mohamed Hussein Sarahang, Farida Mahwash, Mohammad Hashem Cheshti und Rahim Baksh. Diese als Ustad („Meister“) angesprochenen Musiker waren nicht nur in Afghanistan bekannt, sondern auch in Indien, Pakistan und darüber hinaus im Mittleren Osten.
Als 1973 der König durch einen Putsch gestürzt wurde, meldeten die neuen Herrscher den Regierungswechsel über den Sender. Als die Sowjetunion 1979 eine Marionettenregierung installierte, wurde Radio Kabul von der sowjetisch gestützten Regierung als Umsetzer für aus Moskau gesendete prosowjetische Propaganda genutzt.
Während des folgenden Bürgerkrieges und nach dem Rückzug der Sowjets 1990 wechselte der Sender verschiedene Male den Besitz zwischen den jeweiligen Fraktionen, die die Kontrolle über Kabul erlangten. Als 1996 die Taliban in Kabul einzogen, wurde der Sender in Shariat Ghagh, umbenannt, was Stimme der Scharia bedeutet. Zur Zeit der Konsolidierung der Taliban-Herrschaft diente der Sender zur Aufwiegelung ihrer Unterstützer und zum Senden der Aufrufe der Mullahs.
Zur Talibanzeit wurden Musiksendungen verboten und die Zerstörung der Archive wurde angeordnet, welche unersetzliche Bänder mit Musik- und Politik-Programmen aus 40 Jahren enthielten. Die Bänder schienen rettungslos verloren, bis die BBC im Jahr 2002 berichtete, sie hätten nicht nur die Talibanzeit überstanden, sondern auch die Bombardierung während des US-Eingreifens im November 2001.
Nach dem Abzug der Taliban nahm Radio Kabul seine Sendetätigkeit wieder auf. Seit der Übernahme der Regierung durch die Taliban 2021 sind alle Rundfunkstationen Restriktionen ausgesetzt, bis Anfang 2023 musste etwa die Hälfte von ihnen den Sendebetrieb einstellen.